# Cryptochironomus incertus
Cryptochironomus incertus är en tvåvingeart som beskrevs av Lehmann 1979. Cryptochironomus incertus ingår i släktet Cryptochironomus och familjen fjädermyggor.
Artens utbredningsområde är Kongo. Inga underarter finns listade i Catalogue of Life.